# Bowral
Bowral – miasto w Nowej Południowej Walii w Australii, w hrabstwie Wingecarribee Shire. Wcześniej znane jako Bowrall. Populacja Bowral wynosi ok. 11,5 tys. mieszkańców.

## Miasta partnerskie
- St. Helens, USA